# Suchanovkafängelset

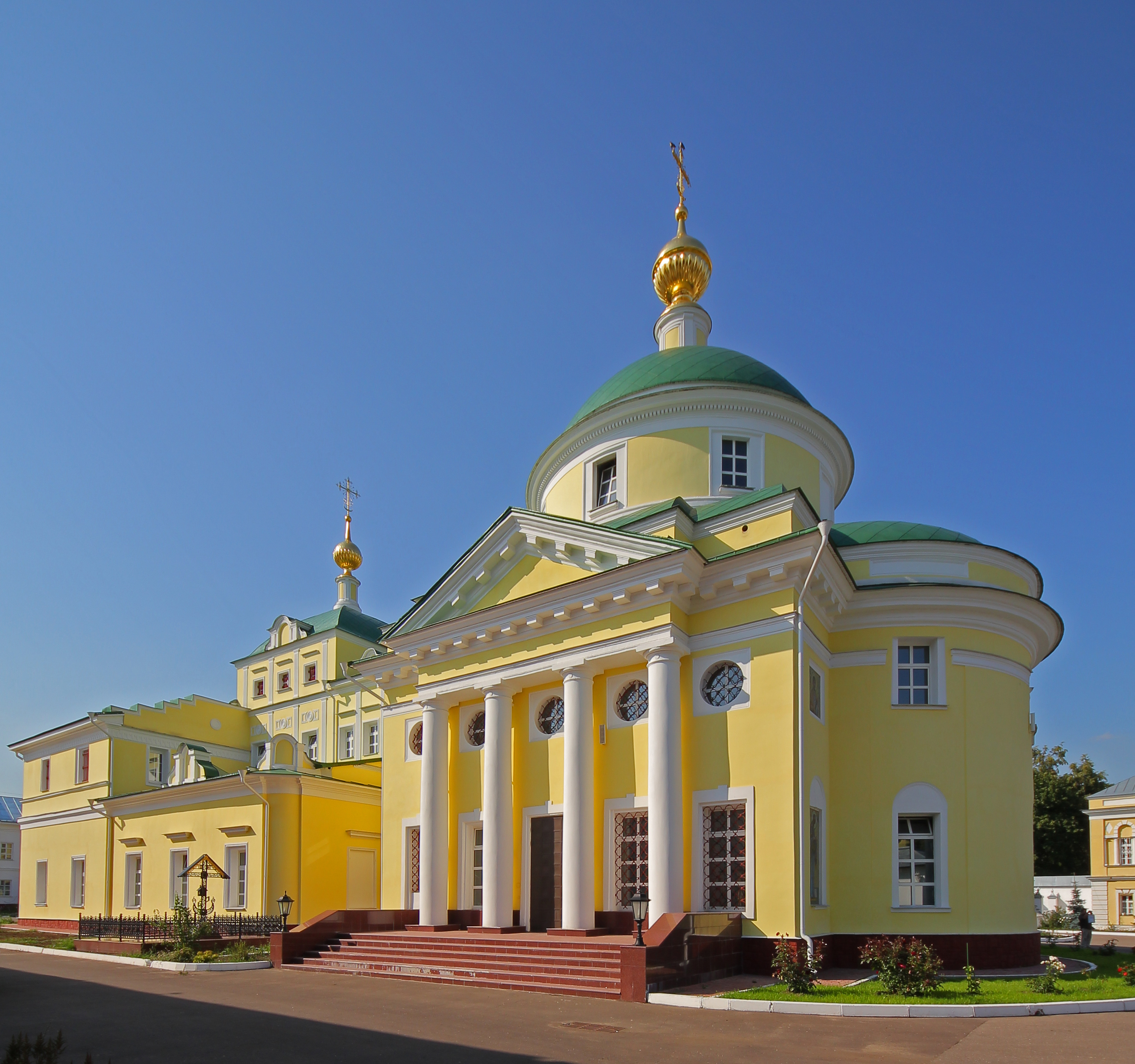
Jekatarinskaja klostret (S:t Katarina klostret) fd Suchanovkafängelset i Vidnoje, år 2013

Suchanovkafängelset, formellt Suchanovos särskilda ordningsanstalt (ryska: Сухановская особорежимная тюрьма), var ett fängelse för politiska fångar i Moskva.

## Historia
Suchanovkafängelset grundades 1938 av den sovjetiska hemliga polisen NKVD under Nikolaj Jezjovs ledning för att inhysa de politiska fångar vilka ansågs "särkilt farliga" av sovjetiska regimen. 
Fängelset var beläget på platsen för det tidgare Jekatarinskaja klostret intill Vidnoje, strax syd om Moskva. 
Från och med 1958 användes Suchanovka som en fängelsesjukvårdsanläggning. 1992 återlämnades Suchanovka som egendom till rysk-ortodoxa kyrkan, och 17 november 1992 invigdes den på nytt.